# Clúa
Clúa fou una marca catalana de motocicletes i microcotxes, fabricats per l'empresa Construcciones Mecánicas Clúa S.L. a Barcelona entre 1949 i 1962. L'empresa, propietat de Joan Clúa i Maluquer, tenia la seu al número 6 de l'Avinguda de Pau Casals, en aquella època anomenada Avenida General Goded, i el taller de fabricació al Carrer d'Espronceda.
Clúa fabricà el seu primer model de motocicleta, l'MC-75, el 1951 i abandonà el sector onze anys més tard, després d'haver demostrar agilitat i innovació, avançant-se sovint a la seva època, adaptant les darreres solucions tècniques que apareixien. La seva gamma era la més completa de l'època (50, 75, 125 i 175 cc), completada amb els tricicles. El 1955 començà a fabricar microcotxes en versió sport.

## Producció

### Motocicletes
Les característiques de la MC-75 eren: Motor monocilíndric de dos temps, 3,25 CV a 5.800 rpm, pistó amb deflector de gasos, culata d'alumini i cilindre de fosa grisa grafitada en aliatge de crom-níquel; alimentació mitjançant carburador de nivell constant i regulació automàtica. Mescla al 6% en la benzina; canvi de tres velocitats amb comandament a la mà; bastidor de bressol senzill en tubs d'acer; suspensió davantera per forquilla telescòpica de gran avenç i posterior telescòpica bessona amb molles helicoidals, inclinada en sentit de la marxa. Dipòsit de 8 litres, consum de 2 litres als 100 km. Velocitat màxima: 70 km/h.

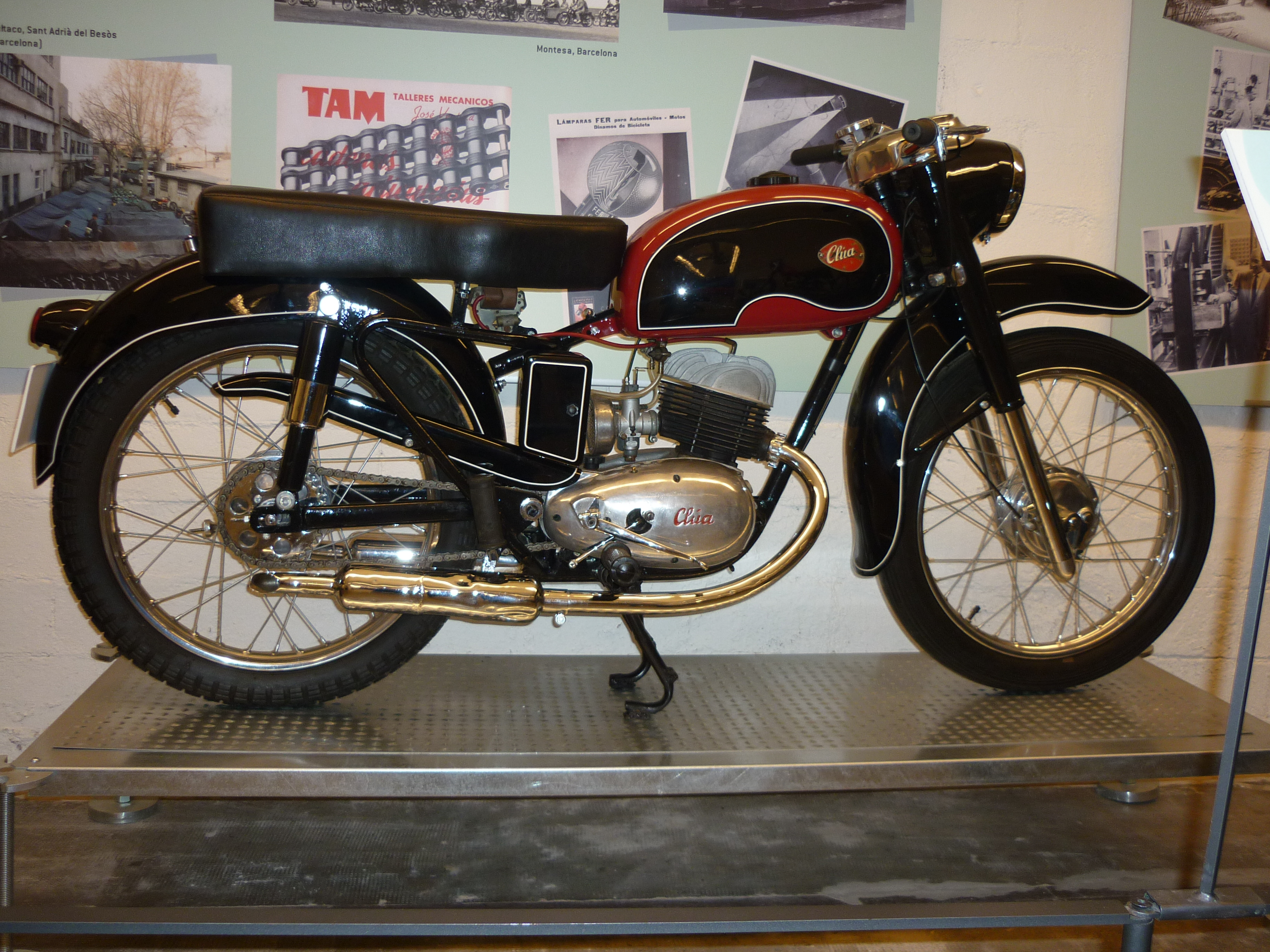
Clúa Sport 125cc de 1955

L'any següent aquest model es modificà, començant per la forquilla amb recorregut més curt i més estabilitat, canvi de color i motor nou al seu interior, amb quatre espiralls i pistó pla; compressió 7,2:1 i potència 4 CV a 5.500 rpm, embragatge de disc únic i forquilla davantera complementada amb l'acció hidràulica. Velocitat màxima: 65 km/h.
El 1953 la gamma s'havia ampliat amb el model de 125 cc, equipat amb el nou motor Hispano Villiers monocilíndric de dos temps, potència de 6,5 CV, culata d'alumini, pistó de cap pla i alimentació per carburador Hispano Villiers. Mescla de benzina i oli al 16% i encesa per volant magnètic; transmissió per mitjà d'embragatge a dos plats amb tacs de suro en bany d'oli i un canvi de tres velocitats, amb comandament al peu; pes: 80 kg; consum: 2,5 l per 100 km; velocitat màxima: 80 km/h.
El model anterior es va fabricar fins a 1958, però el 1954 fou complementat per la versió "125-Rapita", idèntica a l'anterior però amb motor propi, monocilíndric dos temps, 123,5 cc, mescla per oli al 8%, canvi de tres velocitats; velocitat màxima: 90 km/h; consum: 2,5 l. cada 100 km; capacitat del dipòsit: 14 l.
Conservant el mateix motor, a l'any següent se'l dotà d'un nou quadre a suspensió posterior oscil·lant, que li conferia uns aires més alegres i juvenils. En aquesta nova versió la potència era de 7 C.V. i lubricació per mescla al 8%; s'oferia amb caixa del canvi de 3 i 4 velocitats a escollir. El xassís era de tub d'acer estirat sense soldadura. El 1958 es dotava a aquest model de 125 cc d'un nou quadre monotub i xapa estampada; el canvi passava a ser definitivament de quatre velocitats i adoptava una petita agulla que -comandada per la palanca de canvi- indicava en tot moment quina velocitat s'havia accionat. El preu d'aquesta motocicleta era de 17.850 pessetes.
El model de 74 cc es presentà el 1957 i seria el darrer que aquesta marca trauria al mercat: motor amb compressió 7:1, amb 3 CV a 6.500 rpm. Mescla al 9% i encesa per volant magnètic amb cota de reglatge 4 mm. Canvi de tres velocitats amb comandament al peu; suspensió davantera a biela empesa i posterior per forquilla oscil·lant; velocitat màxima: 70 km/h.

### Microcotxes
Els microcotxes Clúa han estat definits com als de línies més harmonioses i esportives de l'època. Algunes de les seves carrosseries eren obra d'un dels millors carrossers catalans, Pere Serra, autor entre d'altres del disseny del Biscúter Coupé (o Pegasín).

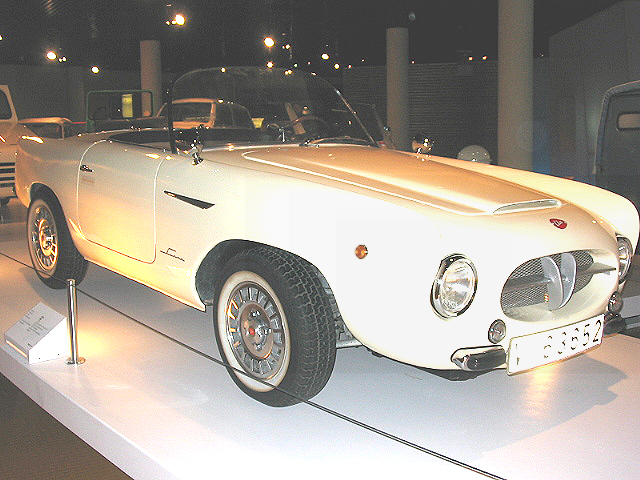
Microcotxe Clúa 500 de 1958

El 1955, Clúa escometé el projecte de fabricar un microcotxe tipus spider de línies elegants, amb les característiques següents: motor bicilíndric de dos temps anterior de 247 cc (més tard augmentat a 350 i 400 cc) amb tracció al davant, 4 velocitats i marxa enrere, arrencada elèctrica, xassís de biga central, suspensió independent i rodes 4,50 x 10.
El 1956 s'incorporà un motor bicilíndric de quatre temps de 497 cc (amb una potència de 17 CV a 5.000 rpm), algunes unitats dels quals duien la bonica carrosseria signada per Serra, inspirada en el model Z-102 de Pegaso. Les diverses versions d'aquest model disposaven de motors amb cilindrades de 350, 400 i 500 cc i podien assolir una velocitat màxima de 75–80 km/h.
Ateses les seves característiques aquest cotxe es podria situar en un segment superior al dels microcotxes, fins i tot prop de cotxes com ara el Seat 600 a causa de la seva elegant línia, excel·lents acabats i sobretot pel seu motor de quatre temps. Tot i que el seu preu (64.000 pts de l'època) el situava prop del 600, aquest automòbil despertà gran interès quan fou presentat a la Fira de Mostres de Barcelona el 1957. Se'n varen fer un gran nombre de comandes amb el compromís que en cas de qualsevol defecte o anomalia l'empresa retornaria els diners al comprador, i malauradament va resultar que la xapa es desajustava per un defecte de fabricació (aliena a Clúa), de manera que l'empresa es va veure obligada a tornar els diners a tothom que ho va demanar, motiu pel qual el 1960 liquidà les darreres unitats d'aquest cotxe a 49.300 pts i el 1962 l'empresa va fer fallida.
Dels Clúa se'n varen fabricar aproximadament unes 100 unitats en total.